# رهیاب یاری‌شده

سامانه موقعیت‌یاب جهانی یاری‌شده

رهیاب یاری‌شده یا سامانه ماهواره‌ای ناوبری جهانی یاری‌شده (به انگلیسی: Assisted GPS و A-GPS)، تکنیکی است که مدت زمان اولین تنظیم در سیستم‌های جی پی اس را بهبود می‌بخشد. این سیستم در همه تلفن‌های همراه و تبلت‌هایی که مجهز به GPS هستند استفاده می‌شود.

## توضیحات
سیستم جی پی اس مستقل، اطلاعات موقعیت را فقط از طریق ماهواره بدست می‌آورد. اما جی پی اس یاری شده (A-GPS) در مواقعی که سیگنال ماهواره جی پی اس ضعیف است از طریق اتصال به اینترنت یا اطلاعات دکل مخابراتی تلفن همراه (BTS)، برای بالا بردن دقت و کیفیت موقعیت‌یابی استفاده می‌کند. در مناطق شهری به علت برخورد امواج جی پی اس با ساختمان‌های بلند مرتبه و درختان یا شرایط بد جوی، امواج ارسالی از ماهواره جی پی اس تغییر جهت داده و به شدت تضعیف می‌شود. برخی از ابزارهای راهیابی جی‌پی‌اس
که در این شرایط مورد استفاده قرار می‌گیرند، نمی‌توانند موقعیت مکانی را تعیین کنند و باید در انتظار سیگنال قوی تر بمانند. حتی ممکن است این زمان انتظار تا ۱۲٫۵ دقیقه نیز برسد تا گیرنده جی پی اس بتواند اطلاعات دقیق مکانی را نشان دهد.
سیستم AGPS با اتصال به اینترنت بر این مشکلات غلبه می‌کند و در مدت زمان بسیار کمتری موقعیت‌یابی را انجام می‌دهد اما هزینه‌های استفاده از اینترنت را به همراه دارد.